# 亚历克斯·伯格哈特
迈克尔·亚历克斯·伯格哈特 (英語：Michael Alex Burghart，1976年9月7日—)是一位英国保守党政治人物，从政前他是中学历史教师和大学讲师，后成为特蕾莎·梅首相的特别顾问。

## 个人生活
2017年伯格哈特迁居于自己埃塞克斯郡的选区内的奇平昂加。其妻赫敏·艾尔是保守党国会议员雷金纳德·艾尔的女儿，夫妇育有两个子女。
伯格哈特亦为Yarlington住房集团董事和Queensmill自闭症儿童学校副董事长。